# Antica diocesi di Bath e Wells

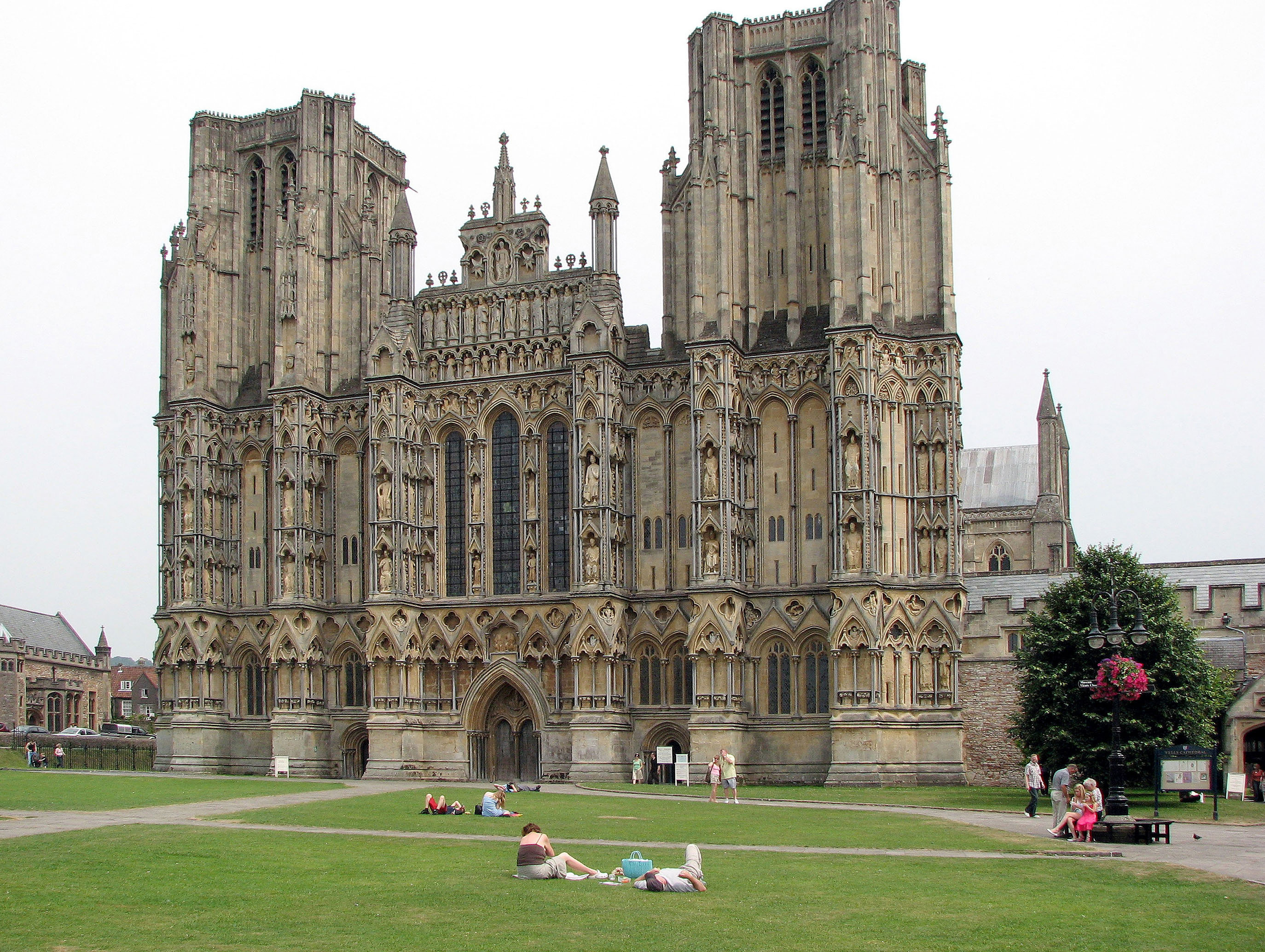
La cattedrale di Wells.

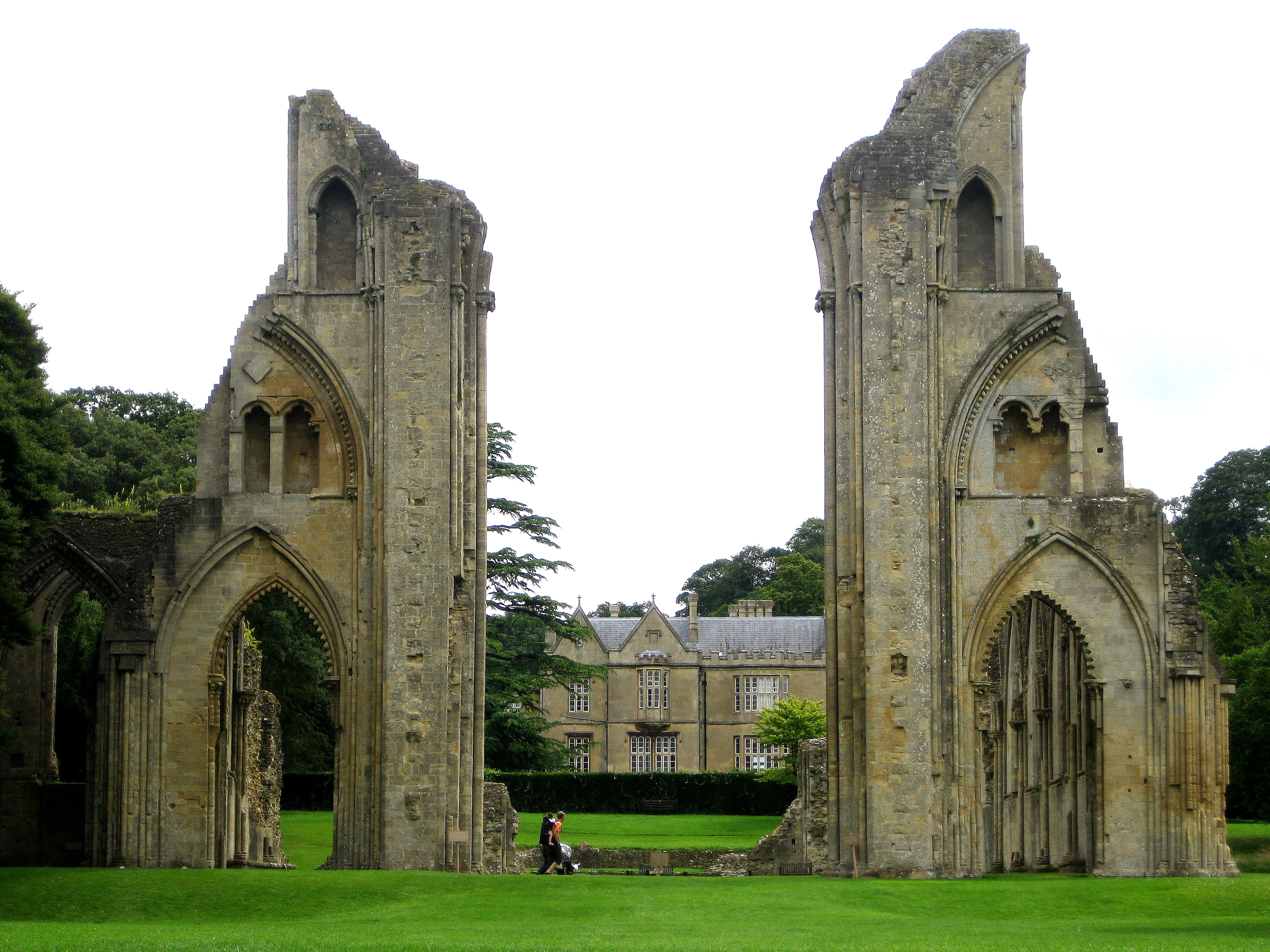
Resti dell'abbazia di Glastonbury.

Mappa delle diocesi anglosassoni dell'Inghilterra.

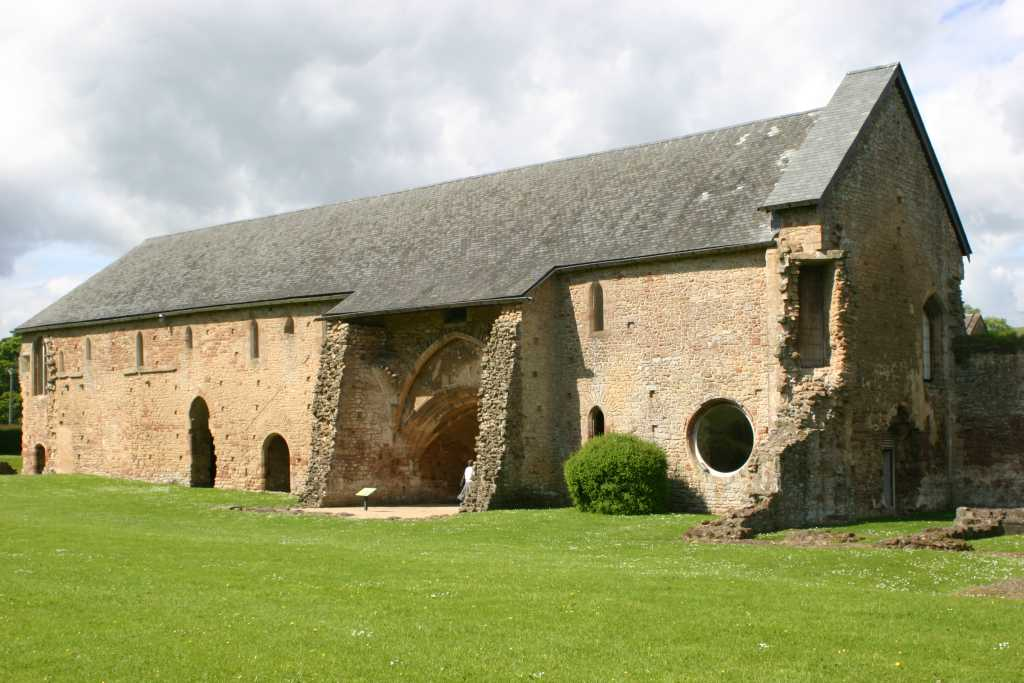
Resti dell'abbazia cistercense di Cleeve, fondata verso la fine del XII secolo.

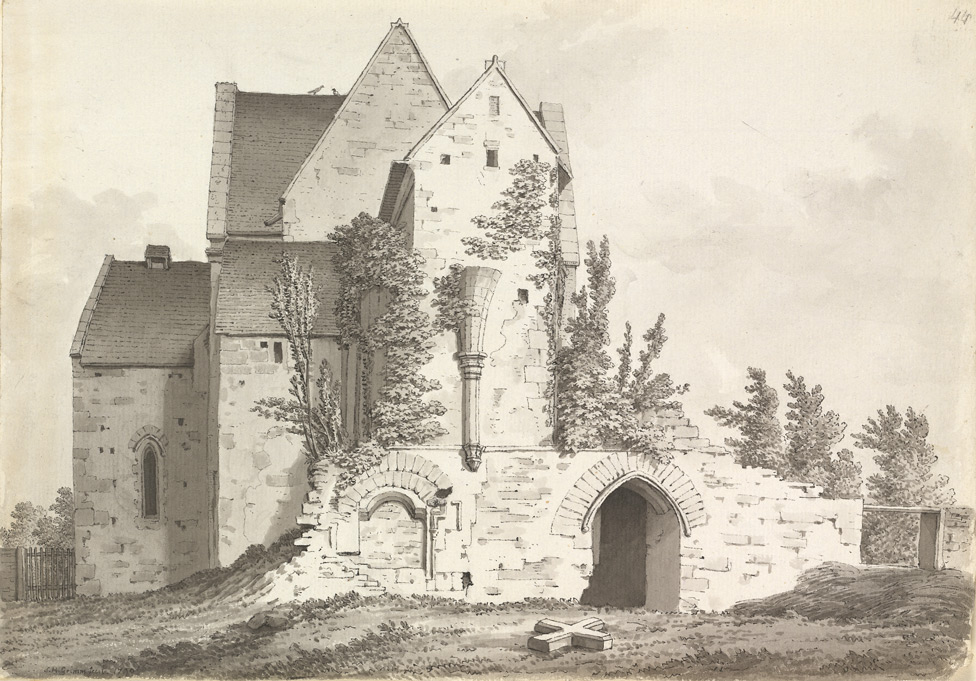
Stampa settecentesca della certosa di Hinton, fondata nel 1232.

La diocesi di Bath e Wells (in latino: Dioecesis Bathoniensis et Wellensis) è una sede soppressa della Chiesa cattolica.

## Territorio
La diocesi si estendeva sulla contea del Somerset. Era delimitata dalle diocesi di Exeter (Crediton), di Salisbury (Sherborne e Ramsbury) e di Worcester.
Sede vescovile era la città di Bath, dove fungeva da cattedrale la chiesa dei Santi Pietro e Paolo. A Wells si trova la cattedrale di Sant'Andrea, edificata dopo il 1191.
La diocesi comprendeva tre arcidiaconati: Bath, Wells e Taunton.

## Storia
La diocesi di Wells fu eretta nel 909, distaccandone il territorio dalla diocesi di Sherborne (in seguito denominata diocesi di Salisbury). Il capitolo della cattedrale era composta da canonici regolari.
Con l'arrivo dei Normanni, Giovanni di Tours trasferì la sede episcopale nell'abbazia benedettina di Bath.
Durante l'episcopato di Robert (†1166), con l'assenso di papa Alessandro II, le relazioni fra il capitolo regolare di Wells e quello benedettino di Bath fu disciplinato nel modo seguente: Bath e Wells dovevano essere entrambe sedi episcopali; il vescovo veniva eletto da rappresentanti dei due capitoli; il priore di Bath notificava all'arcivescovo di Canterbury l'avvenuta elezione; il vescovo doveva essere intronizzato in entrambe le cattedrali e portare il doppio titolo. Tuttavia il primo vescovo a portare il doppio titolo fu Roger nel 1244.
Nel 1197 il vescovo Savaric Fitz Geldewin, ex abate del monastero di Glastonbury, con il permesso di papa Celestino III,  trasferì la sede episcopale nel suo ex monastero, modificando il nome della diocesi in diocesi di Bath e Glastonbury.
Il 18 marzo 1220 papa Onorio III concesse al vescovo Jocelin di Wells, che aveva trasferito nuovamente la sede a Bath, di nominarsi vescovo di Bath e Wells.
Nel corso del XV secolo la cattedrale di Bath cadde in rovina ed il vescovo Oliver King decise nel 1500 di ricostruirla in forme ridotte.
L'ultimo vescovo in comunione con la Santa Sede, Gilbert Bourne, fu privato del suo episcopato dalla regina Elisabetta nel 1559 e morì dieci anni dopo.
Le principali abbazie della diocesi, soppresse nel XVI secolo con la dissoluzione dei monasteri in Inghilterra, erano quella benedettina di Glastonbury, quella cistercense di Cleeve e le certose di Witham e di Hinton.

## Cronotassi dei Vescovi

### Vescovi di Wells
- Athelm † (909 consacrato - 914 nominato arcivescovo di Canterbury)
- Wulfhelm I † (914 - 923 nominato arcivescovo di Canterbury)
- Alphege † (923 - 931 deceduto)
- Wulfhelm II † (934 - 955 deceduto)
- Byrhthelm † (955 o 956 - 15 maggio 973 deceduto)[2]
- Cyneweard † (973 - 30 giugno 975 deceduto)
- Sigar † (975 - 28 giugno 997 deceduto)
- Aelfwine † (997 - 999 deceduto)
- Burwoldus † (1000 ?)
- Lyfing † (1001 consacrato - 1013 nominato arcivescovo di Canterbury)
- Aethelwine † (1013 - 1021 deposto)
- Brihtwine † (1021 - 1023 deposto)
- Aethelwine † (1023 - 1024 deceduto)
- Brihtwine † (1024 - 1025 deceduto)[3]
- Merewith † (1027 - 12 aprile 1033 deceduto)
- Duduc † (11 giugno 1033 consacrato - 18 gennaio 1060 deceduto)
- Gisa † (15 aprile 1061 consacrato - 1088 deceduto)

### Vescovi di Bath
- John of Tours (de Villula) † (1088 - 29 dicembre 1122 deceduto)
- Godfrey † (26 agosto 1123 consacrato - 16 agosto 1135 deceduto)
- Robert † (22 marzo 1136 - 31 agosto 1166 deceduto)
  - Sede vacante (1166 - 1174)
- Reginald Fitz Jocelin † (23 giugno 1174 consacrato - 26 dicembre 1191 deceduto)
- Savaric Fitz Geldewin † (20 settembre 1192 consacrato - 8 agosto 1205 deceduto)

### Vescovi di Bath e Wells
- Jocelin of Wells † (28 maggio 1206 consacrato - 19 novembre 1242 deceduto)
- Roger of Salisbury † (3 febbraio 1244 - 21 dicembre 1247 deceduto)
- William of Bitton I † (30 maggio 1248 - 3 aprile 1264 deceduto)
- Walter Giffard † (4 gennaio o 1º febbraio 1265 consacrato - 15 ottobre 1266 nominato arcivescovo di York)
- William of Bitton II † (10 febbraio 1267 - 4 dicembre 1274 deceduto)
- Robert Burnell † (23 gennaio 1275 - 25 ottobre 1292 deceduto)
- William of March † (17 maggio 1293 consacrato - 11 giugno 1302 deceduto)
- Walter Haselshaw † (4 novembre 1302 consacrato - 11 dicembre 1308 deceduto)
- John Droxford † (9 novembre 1309 consacrato - 9 maggio 1329 deceduto)
- Ralph of Shrewsbury † (30 maggio 1330 - 14 agosto 1463 deceduto)
- John Barnet † (24 novembre 1363 - 14 dicembre 1366 nominato vescovo di Ely)
- John Harewell † (14 dicembre 1366 - luglio 1386 deceduto)
- Walter Skirlaw † (25 agosto 1386 - 13 luglio 1388 nominato vescovo di Durham)
- Ralph Ergham † (13 luglio 1388 - 4 aprile 1400 deceduto)
- Richard Clifford † (12 maggio 1400 - 23 agosto 1401 nominato vescovo di Worcester)
- Henry Bowet † (23 agosto 1401 - 7 ottobre 1407 nominato arcivescovo di York)
- Nicholas Bubwith † (7 ottobre 1407 - 27 ottobre 1424 deceduto)
- John Stafford † (18 dicembre 1424 - 31 maggio 1443 nominato arcivescovo di Canterbury)
- Thomas Beckington † (24 luglio 1443 - 14 gennaio 1465 deceduto)
  - John Phreas † (1465 deceduto) (vescovo eletto)
- Robert Stillington † (5 dicembre 1465 - maggio 1491 deceduto)
- Richard Foxe † (8 febbraio 1492 - 30 luglio 1494 nominato vescovo di Durham)
- Oliver King † (6 novembre 1495 - 29 agosto 1503 deceduto)
  - Adriano Castellesi † (2 agosto 1504 - 5 luglio 1518 deposto) (amministratore apostolico)
  - Thomas Wolsey † (30 luglio 1518 - 26 marzo 1523 nominato amministratore apostolico di Durham) (amministratore apostolico)
- John Clerk † (26 marzo 1523 - 3 gennaio 1541 deceduto)[4]
- Gilbert Bourne † (6 luglio 1554 - 10 settembre 1569 deceduto)